# Exoprosopa xanthina
Exoprosopa xanthina är en tvåvingeart som beskrevs av Joseph Hannum Painter 1934. Exoprosopa xanthina ingår i släktet Exoprosopa och familjen svävflugor. Inga underarter finns listade i Catalogue of Life.